# Campanário, Minas Gerais
Campanário este un oraș în unitatea federativă Minas Gerais (MG), Brazilia.